# Eiskunstlauf-Europameisterschaften 2016
Die 108. Eiskunstlauf-Europameisterschaften fanden vom 25. bis 31. Januar 2016 in der slowakischen Hauptstadt Bratislava statt. Austragungsort war das Zimný štadión Ondreja Nepelu. Die Internationale Eislaufunion gab die Vergabe der Titelkämpfe im Juni 2013 bekannt. Bratislava war nach 1958, 1966 und 2001 zum vierten Mal Ausrichter der Eiskunstlauf-Europameisterschaften.

## Bilanz

### Medaillenspiegel
| Platz | Land        | Gold | Silber | Bronze | Gesamt |
| ----- | ----------- | ---- | ------ | ------ | ------ |
| 1     | Russland    | 2    | 1      | 4      | 7      |
| 2     | Frankreich  | 1    | –      | –      | 1      |
| 2     | Spanien     | 1    | –      | –      | 1      |
| 4     | Deutschland | –    | 1      | –      | 1      |
| 4     | Israel      | –    | 1      | –      | 1      |
| 4     | Italien     | –    | 1      | –      | 1      |

### Medaillengewinner
| Konkurrenz | Gold                                    | Silber                          | Bronze                                 |
| ---------- | --------------------------------------- | ------------------------------- | -------------------------------------- |
| Herren     | Javier Fernández                        | Oleksij Bytschenko              | Maxim Kowtun                           |
| Damen      | Jewgenija Medwedewa                     | Jelena Radionowa                | Anna Pogorilaja                        |
| Paare      | Tatjana Wolossoschar / Maxim Trankow    | Aljona Savchenko / Bruno Massot | Jewgenija Tarassowa / Wladimir Morosow |
| Eistanz    | Gabriella Papadakis / Guillaume Cizeron | Anna Cappellini / Luca Lanotte  | Jekaterina Bobrowa / Dmitri Solowjow   |

## Qualifikationskriterien
| Minimale Punktzahl der technischen Elemente | Minimale Punktzahl der technischen Elemente | Minimale Punktzahl der technischen Elemente |
| Disziplin | Kurzprogramm / Kurztanz                     | Kür / Kürtanz                               |
| --- | ------------------------------------------- | ------------------------------------------- |
| Herren | 25                                          | 45                                          |
| Damen | 20                                          | 36                                          |
| Paare | 20                                          | 36                                          |
| Eistanz | 19                                          | 29                                          |
| Die Ergebnisse müssen bei einem von der ISU anerkannten internationalen Wettbewerb in der laufenden oder der vorherigen Saison erreicht worden sein. Die erforderlichen Punktzahlen für Kurzprogramm und Kür können bei unterschiedlichen Wettbewerben erreicht werden. |                                             |                                             |

## Ergebnisse
- Pkt. = Punkte
- KP = Kurzprogramm
- KT = Kurztanz
- K = Kür

### Herren
| Platz                          | Sportler             | Land                   | Pkt.   | KP | KP     | K  | K      |
| ------------------------------ | -------------------- | ---------------------- | ------ | -- | ------ | -- | ------ |
| 1                              | Javier Fernández     | Spanien                | 302,77 | 1  | 102,54 | 1  | 200,23 |
| 2                              | Oleksij Bytschenko   | Israel                 | 242,56 | 4  | 084,09 | 4  | 158,47 |
| 3                              | Maxim Kowtun         | Russland               | 242,21 | 2  | 088,09 | 6  | 154,12 |
| 4                              | Florent Amodio       | Frankreich             | 240,96 | 8  | 078,28 | 2  | 162,68 |
| 5                              | Michail Koljada      | Russland               | 236,58 | 9  | 077,58 | 3  | 159,00 |
| 6                              | Ivan Righini         | Italien                | 236,36 | 6  | 082,23 | 5  | 154,13 |
| 7                              | Daniel Samohin       | Israel                 | 232,08 | 5  | 082,73 | 8  | 149,35 |
| 8                              | Alexander Petrow     | Russland               | 229,69 | 10 | 076,95 | 7  | 152,74 |
| 9                              | Jorik Hendrickx      | Belgien                | 221,39 | 7  | 079,13 | 9  | 142,26 |
| 10                             | Michal Březina       | Tschechien             | 211,81 | 3  | 084,30 | 13 | 127,51 |
| 11                             | Alexander Majorov    | Schweden               | 204,27 | 11 | 076,34 | 12 | 127,93 |
| 12                             | Deniss Vasiļjevs     | Lettland               | 204,24 | 14 | 068,32 | 10 | 135,92 |
| 13                             | Matteo Rizzo         | Italien                | 200,81 | 12 | 074,91 | 14 | 125,90 |
| 14                             | Franz Streubel       | Deutschland            | 196,17 | 15 | 068,11 | 11 | 128,06 |
| 15                             | Iwan Pawlow          | Ukraine                | 189,65 | 13 | 068,78 | 15 | 120,87 |
| 16                             | Paul Fentz           | Deutschland            | 182,59 | 16 | 067,97 | 17 | 114,62 |
| 17                             | Felipe Montoya       | Spanien                | 181,95 | 17 | 067,73 | 19 | 114,22 |
| 18                             | Phillip Harris       | Vereinigtes Königreich | 180,99 | 18 | 063,93 | 16 | 117,06 |
| 19                             | Stéphane Walker      | Schweiz                | 171,79 | 22 | 057,23 | 18 | 114,56 |
| 20                             | Jiří Bělohradský     | Tschechien             | 168,57 | 19 | 060,53 | 21 | 108,04 |
| 21                             | Nicholas Vrdoljak    | Kroatien               | 167,07 | 21 | 059,02 | 20 | 108,05 |
| 22                             | David Kranjec        | Slowenien              | 163,98 | 23 | 056,99 | 22 | 106,99 |
| 23                             | Mario-Rafael Ionian  | Österreich             | 160,57 | 24 | 054,16 | 23 | 106,41 |
| 24                             | Sondre Oddvoll Bøe   | Norwegen               | 149,60 | 20 | 059,12 | 24 | 090,48 |
| Nicht für die Kür qualifiziert |                      |                        |        |    |        |    |        |
| 25                             | Thomas Kennes        | Niederlande            | 053,86 | 25 | 053,86 | —  | —      |
| 26                             | Valtter Virtanen     | Finnland               | 052,07 | 26 | 052,07 | —  | —      |
| 27                             | Alexei Mialionkhin   | Belarus                | 050,98 | 27 | 050,98 | —  | —      |
| 28                             | Daniil Zurav         | Estland                | 050,50 | 28 | 050,50 | —  | —      |
| 29                             | Armen Agaian         | Georgien               | 049,32 | 29 | 049,32 | —  | —      |
| 30                             | Patrick Myzyk        | Polen                  | 049,26 | 30 | 049,26 | —  | —      |
| 31                             | Slawik Hajrapetjan   | Armenien               | 046,71 | 31 | 046,71 | —  | —      |
| 32                             | Larry Loupolover     | Aserbaidschan          | 044,46 | 32 | 044,46 | —  | —      |
| 33                             | Alexander Maszljanko | Ungarn                 | 044,26 | 33 | 044,26 | —  | —      |
| 34                             | Michael Neuman       | Slowakei               | 042,03 | 34 | 042,03 | —  | —      |
| 35                             | Engin Ali Artan      | Türkei                 | 040,60 | 35 | 040,60 | —  | —      |

### Damen
| Platz                          | Sportlerin             | Land                   | Pkt.   | KP | KP    | K  | K      |
| ------------------------------ | ---------------------- | ---------------------- | ------ | -- | ----- | -- | ------ |
| 1                              | Jewgenija Medwedewa    | Russland               | 215,45 | 1  | 72,55 | 1  | 142,90 |
| 2                              | Jelena Radionowa       | Russland               | 209,99 | 2  | 70,96 | 2  | 139,03 |
| 3                              | Anna Pogorilaja        | Russland               | 187,05 | 3  | 63,81 | 3  | 123,24 |
| 4                              | Angelīna Kučvaļska     | Lettland               | 176,99 | 5  | 58,99 | 4  | 118,00 |
| 5                              | Roberta Rodeghiero     | Italien                | 170,76 | 4  | 61,01 | 5  | 109,75 |
| 6                              | Maé-Bérénice Méité     | Frankreich             | 161,23 | 8  | 57,35 | 6  | 103,88 |
| 7                              | Nathalie Weinzierl     | Deutschland            | 160,64 | 7  | 57,36 | 7  | 103,28 |
| 8                              | Viveca Lindfors        | Finnland               | 155,49 | 11 | 53,92 | 8  | 101,57 |
| 9                              | Joshi Helgesson        | Schweden               | 153,29 | 6  | 58,13 | 11 | 095,16 |
| 10                             | Laurine Lecavelier     | Frankreich             | 152,34 | 13 | 52,84 | 9  | 099,50 |
| 11                             | Ivett Tóth             | Ungarn                 | 150,65 | 10 | 55,54 | 12 | 095,11 |
| 12                             | Nicole Rajičová        | Slowakei               | 146,10 | 9  | 57,24 | 18 | 088,86 |
| 13                             | Matilda Algotsson      | Schweden               | 145,32 | 18 | 47,97 | 10 | 097,35 |
| 14                             | Giada Russo            | Italien                | 143,40 | 12 | 53,52 | 16 | 089,88 |
| 15                             | Anastassia Galustjan   | Armenien               | 143,05 | 16 | 48,93 | 13 | 094,12 |
| 16                             | Aleksandra Golovkina   | Litauen                | 139,83 | 15 | 49,30 | 15 | 090,53 |
| 17                             | Anne Line Gjersem      | Norwegen               | 139,48 | 14 | 49,80 | 17 | 089,68 |
| 18                             | Fleur Maxwell          | Luxemburg              | 137,76 | 22 | 46,55 | 14 | 091,21 |
| 19                             | Helery Hälvin          | Estland                | 135,02 | 20 | 47,49 | 19 | 087,53 |
| 20                             | Niki Wories            | Niederlande            | 131,87 | 21 | 46,82 | 20 | 085,05 |
| 21                             | Anna Chnytschenkowa    | Ukraine                | 128,80 | 19 | 47,90 | 22 | 080,90 |
| 22                             | Kerstin Frank          | Österreich             | 128,08 | 24 | 44,85 | 21 | 083,23 |
| 23                             | Eliška Březinová       | Tschechien             | 121,26 | 17 | 48,21 | 23 | 073,05 |
| 24                             | Isabelle Olsson        | Schweden               | 117,50 | 23 | 45,11 | 24 | 072,39 |
| Nicht für die Kür qualifiziert |                        |                        |        |    |       |    |        |
| 25                             | Lutricia Bock          | Deutschland            | 043,77 | 25 | 43,77 | —  | —      |
| 26                             | Daša Grm               | Slowenien              | 043,36 | 26 | 43,36 | —  | —      |
| 27                             | Julia Sauter           | Rumänien               | 041,79 | 27 | 41,79 | —  | —      |
| 28                             | Tanja Odermatt         | Schweiz                | 041,44 | 28 | 41,44 | —  | —      |
| 29                             | Danielle Harrison      | Vereinigtes Königreich | 040,68 | 29 | 40,68 | —  | —      |
| 30                             | Charlotte Vandersarren | Belgien                | 039,93 | 30 | 39,93 | —  | —      |
| 31                             | Aimee Buchanan         | Israel                 | 039,79 | 31 | 39,79 | —  | —      |
| 32                             | Birce Atabey           | Türkei                 | 037,55 | 32 | 37,55 | —  | —      |
| 33                             | Sonia Lafuente         | Spanien                | 037,12 | 33 | 37,12 | —  | —      |
| 34                             | Pernille Sørensen      | Dänemark               | 034,81 | 34 | 34,81 | —  | —      |
| 35                             | Daniela Stojewa        | Bulgarien              | 033,82 | 35 | 33,82 | —  | —      |
| 36                             | Janina Makeenka        | Belarus                | 027,62 | 36 | 27,62 | —  | —      |

### Paare
| Platz | Sportler                               | Land        | Pkt.   | KP | KP    | K  | K      |
| ----- | -------------------------------------- | ----------- | ------ | -- | ----- | -- | ------ |
| 1     | Tatjana Wolossoschar / Maxim Trankow   | Russland    | 222,66 | 1  | 79,77 | 1  | 142,89 |
| 2     | Aljona Savchenko / Bruno Massot        | Deutschland | 200,78 | 2  | 75,54 | 3  | 125,24 |
| 3     | Jewgenija Tarassowa / Wladimir Morosow | Russland    | 197,55 | 3  | 70,17 | 2  | 127,38 |
| 4     | Vanessa James / Morgan Ciprès          | Frankreich  | 185,55 | 5  | 62,10 | 5  | 123,45 |
| 5     | Valentina Marchei / Ondřej Hotárek     | Italien     | 182,61 | 8  | 58,47 | 4  | 124,14 |
| 6     | Nicole Della Monica / Matteo Guarise   | Italien     | 178,97 | 6  | 61,51 | 6  | 117,46 |
| 7     | Kristina Astachowa / Alexei Rogonow    | Russland    | 174,72 | 7  | 60,63 | 7  | 114,09 |
| 8     | Mari Vartmann / Ruben Blommaert        | Deutschland | 171,30 | 4  | 62,90 | 8  | 108,40 |
| 9     | Miriam Ziegler / Severin Kiefer        | Österreich  | 149,07 | 9  | 52,96 | 10 | 096,11 |
| 10    | Tatiana Danilova / Mikalai Kamianchuk  | Belarus     | 147,36 | 10 | 48,72 | 9  | 098,64 |
| 11    | Goda Butkutė / Nikita Ermolaev         | Litauen     | 139,56 | 11 | 46,85 | 11 | 092,71 |
| 12    | Bianca Manacorda / Niccolò Macii       | Italien     | 130,00 | 12 | 44,71 | 12 | 085,29 |
| 13    | Adel Tankova / Evgeni Krasnopolski     | Israel      | 114,56 | 14 | 37,81 | 13 | 076,75 |
| 14    | Anna Marie Pearce / Márk Magyar        | Ungarn      | 110,55 | 16 | 36,00 | 14 | 074,55 |
| 15    | Marcelina Lech / Aritz Maestu          | Spanien     | 109,11 | 13 | 40,46 | 15 | 068,65 |
| 16    | Alexandra Herbríková / Nicolas Roulet  | Schweiz     | 103,47 | 15 | 36,38 | 16 | 067,09 |

### Eistanzen
| Platz                              | Sportler                                     | Land                   | Pkt.   | KT | KT    | K  | K      |
| ---------------------------------- | -------------------------------------------- | ---------------------- | ------ | -- | ----- | -- | ------ |
| 1                                  | Gabriella Papadakis / Guillaume Cizeron      | Frankreich             | 182,71 | 2  | 70,74 | 1  | 111,97 |
| 2                                  | Anna Cappellini / Luca Lanotte               | Italien                | 178,01 | 1  | 72,31 | 3  | 105,70 |
| 3                                  | Jekaterina Bobrowa / Dmitri Solowjow         | Russland               | 176,50 | 3  | 68,71 | 2  | 107,79 |
| 4                                  | Wiktorija Sinizina / Nikita Kazalapow        | Russland               | 172,65 | 4  | 68,33 | 4  | 104,32 |
| 5                                  | Alexandra Stepanowa / Iwan Bukin             | Russland               | 165,55 | 5  | 66,65 | 5  | 098,90 |
| 6                                  | Penny Coomes / Nicholas Buckland             | Vereinigtes Königreich | 162,75 | 8  | 64,26 | 6  | 098,49 |
| 7                                  | Charlène Guignard / Marco Fabbri             | Italien                | 162,58 | 6  | 64,87 | 7  | 097,71 |
| 8                                  | Federica Testa / Lukáš Csölley               | Slowakei               | 158,05 | 9  | 64,24 | 8  | 095,81 |
| 9                                  | Laurence Fournier Beaudry / Nikolaj Sørensen | Dänemark               | 152,79 | 10 | 62,19 | 9  | 090,60 |
| 10                                 | Isabella Tobias / Ilja Tkatschenko           | Israel                 | 151,67 | 7  | 64,46 | 12 | 087,21 |
| 11                                 | Natalia Kaliszek / Maksym Spodyriev          | Polen                  | 147,07 | 11 | 59,57 | 11 | 087,50 |
| 12                                 | Alisa Agafonova / Alper Uçar                 | Türkei                 | 145,23 | 12 | 56,33 | 10 | 088,90 |
| 13                                 | Cortney Mansour / Michal Češka               | Tschechien             | 141,36 | 14 | 54,97 | 13 | 086,39 |
| 14                                 | Kavita Lorenz / Panagiotis Polizoakis        | Deutschland            | 137,99 | 13 | 55,06 | 15 | 082,93 |
| 15                                 | Cecilia Törn / Jussiville Partanen           | Finnland               | 134,10 | 18 | 51,14 | 14 | 082,96 |
| 16                                 | Viktoria Kavaliova / Yurii Bieliaiev         | Belarus                | 133,71 | 17 | 52,25 | 16 | 081,46 |
| 17                                 | Barbora Silná / Juri Kurakin                 | Österreich             | 129,87 | 15 | 54,56 | 17 | 075,31 |
| 18                                 | Tina Karapetjan / Simon Proulx-Sénécal       | Armenien               | 125,19 | 20 | 50,17 | 18 | 075,02 |
| 19                                 | Celia Robledo / Luis Fenero                  | Spanien                | 122,81 | 19 | 50,19 | 19 | 072,62 |
| 20                                 | Lorenza Alessandrini / Pierre Souquet        | Frankreich             | 121,43 | 16 | 54,37 | 20 | 067,06 |
| Nicht für den Kürtanz qualifiziert |                                              |                        |        |    |       |    |        |
| 21                                 | Misato Komatsubara / Andrea Fabbri           | Italien                | 049,56 | 21 | 49,56 | —  | —      |
| 22                                 | Olga Jakushina / Andrey Nevskiy              | Lettland               | 049,49 | 22 | 49,49 | —  | —      |
| 23                                 | Katharina Müller / Tim Dieck                 | Deutschland            | 048,75 | 23 | 48,75 | —  | —      |
| 24                                 | Peroline Ojardias / Michael Bramante         | Frankreich             | 048,36 | 24 | 48,36 | —  | —      |
| 25                                 | Taylor Tran / Saulius Ambrulevičius          | Litauen                | 045,09 | 25 | 45,09 | —  | —      |
| 26                                 | Valeria Haistruk / Oleksij Olijnyk           | Ukraine                | 044,44 | 26 | 44,44 | —  | —      |
| 27                                 | Carolina Moscheni / Balázs Major             | Ungarn                 | 042,87 | 27 | 42,87 | —  | —      |
| 28                                 | Katarina Paice / Yuri Eremenko               | Schweiz                | 036,23 | 28 | 36,23 | —  | —      |